# Bauhinia galpinii
Bauhinia galpinii är en ärtväxtart som beskrevs av Nicholas Edward Brown. Bauhinia galpinii ingår i släktet Bauhinia och familjen ärtväxter. Utöver nominatformen finns också underarten B. g. galpinii.
Arten är utformad som en 3 till 4 meter hög buske som ofta står intill träd. Den har grå bark och blekgröna blad som är 3 till 5 cm långa och 3 till 7 cm breda. Under sommaren utvecklas blomställningar med 2 till 10 blommor som har en laxrosa färg. Frukterna är avplattade med rödbrun färg. Fortplantningen sker med frön. Unga exemplar utvecklar efter 2 till 3 år för första gången frukter. Vxtens flexibla grenar används för att skapa korgar.
Bauhinia galpinii förekommer i Moçambique, Zimbabwe, östra och södra Sydafrika och kanske i Botswana. Den ingår i savanner.
För beståndet är inga hot kända. Arten är inte sällsynt. IUCN listar den som livskraftig (LC).

## Bildgalleri

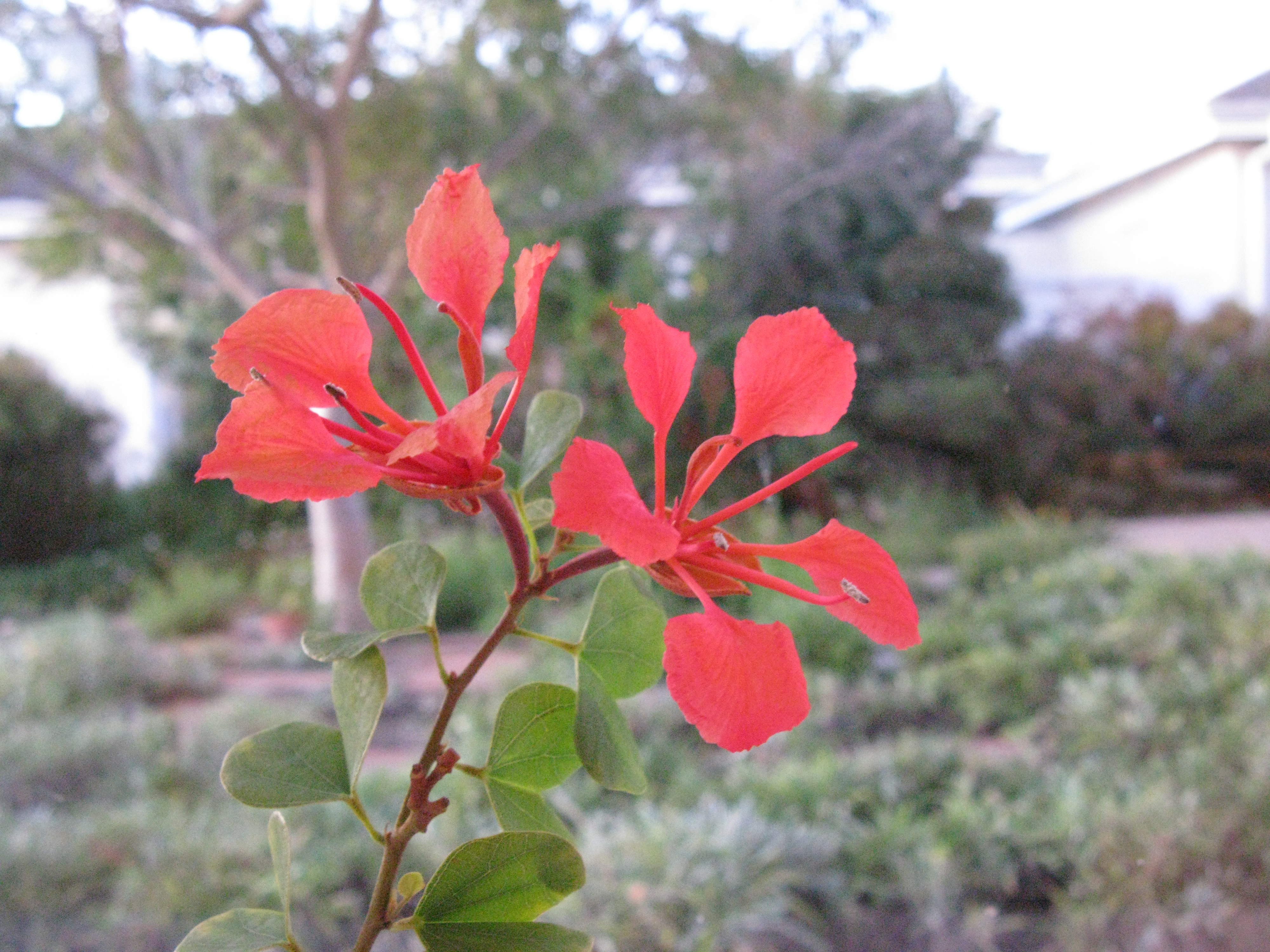
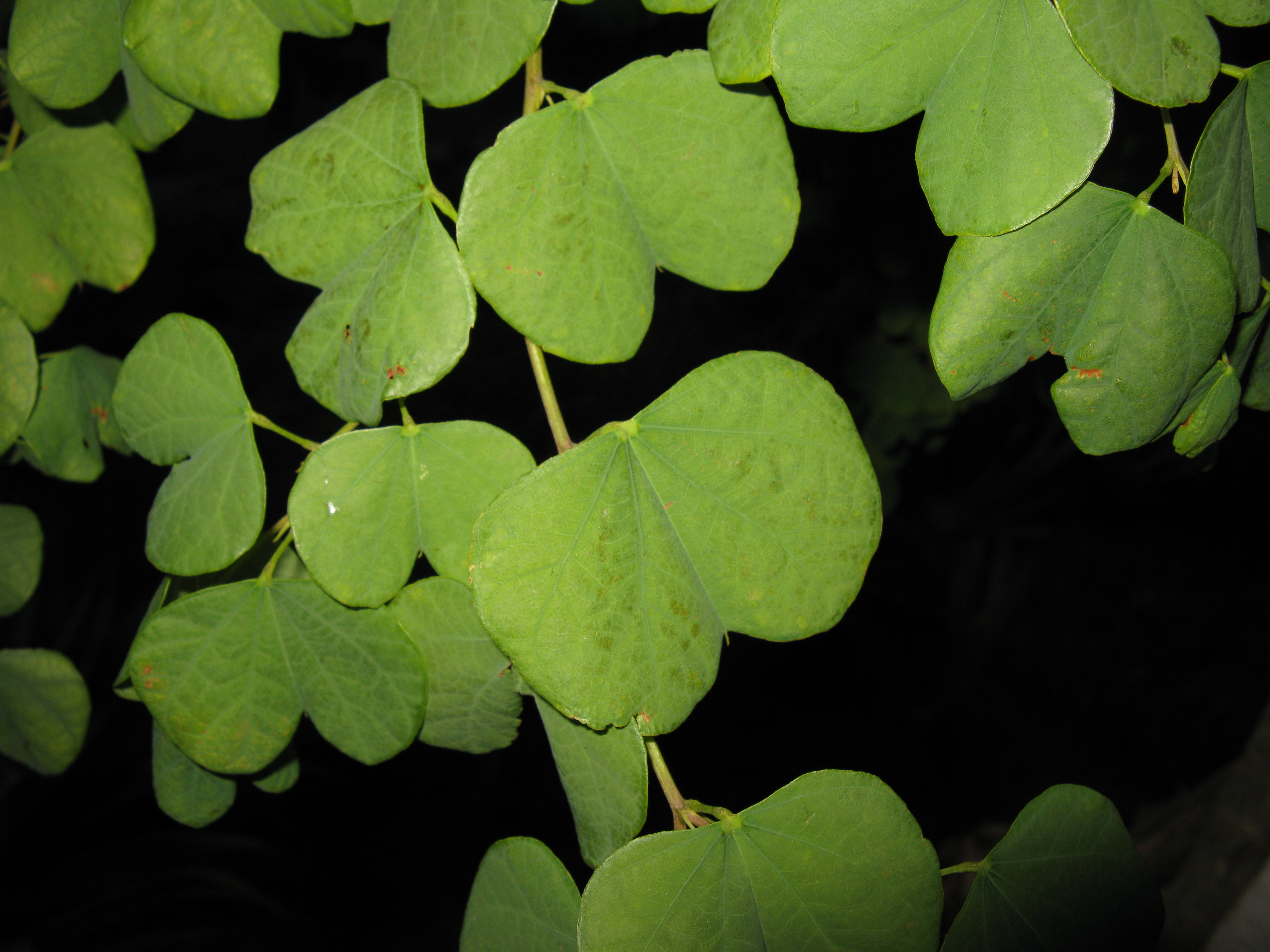
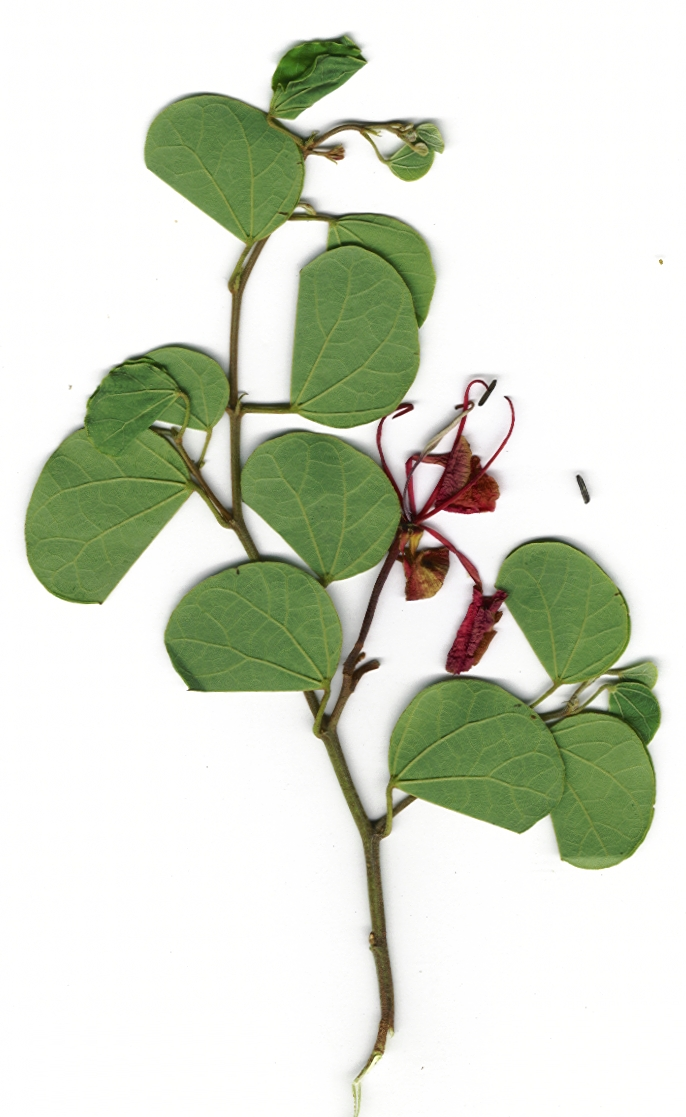
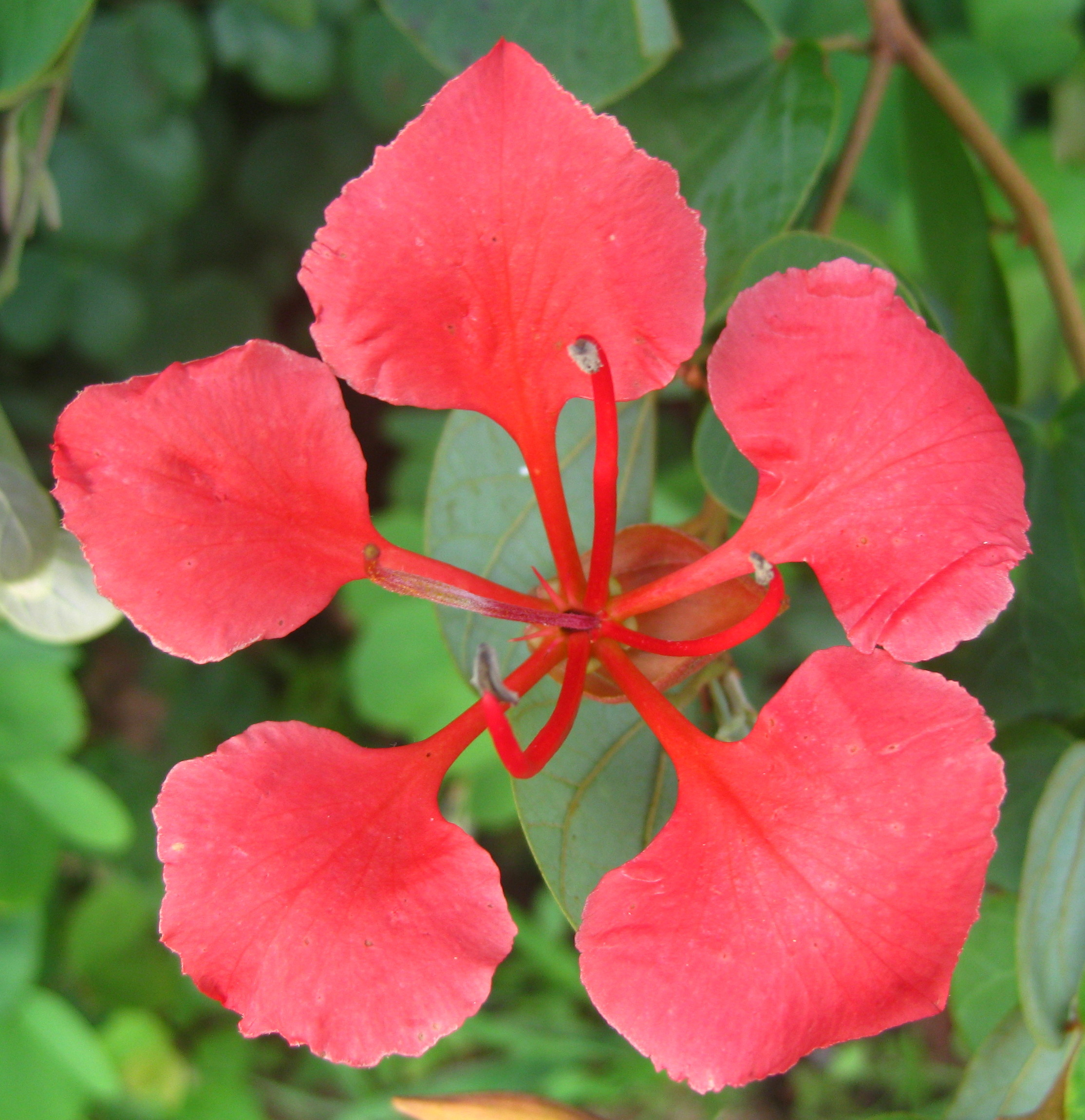
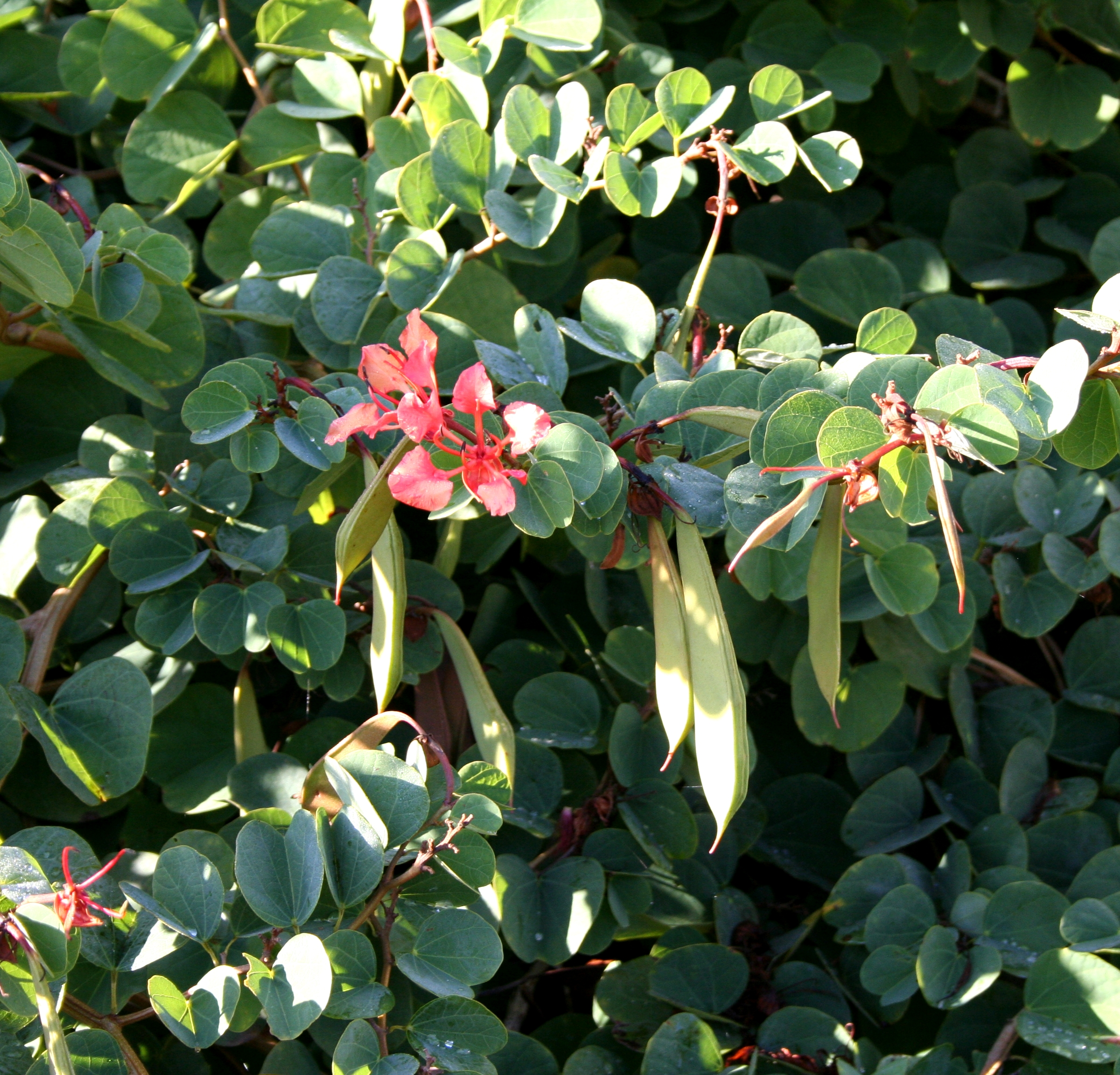
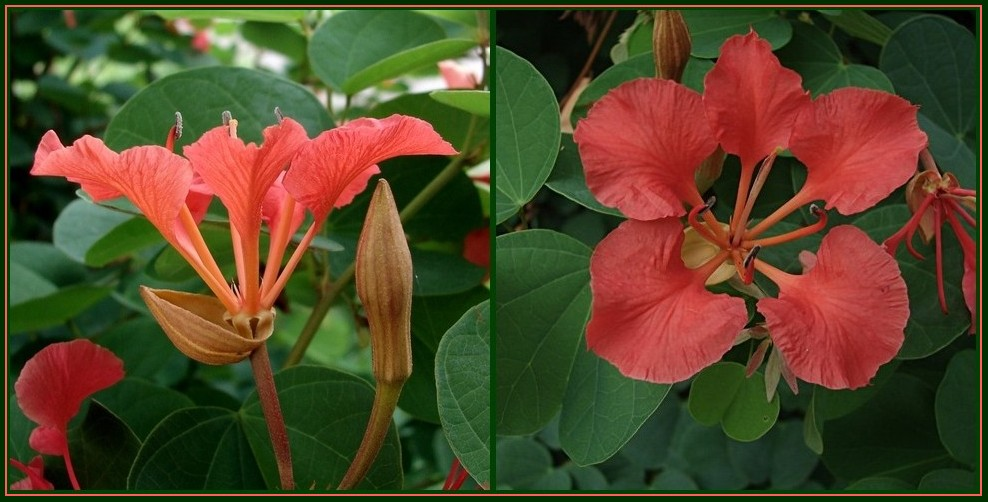